# Distretto di Fehérgyarmat
Il distretto di Fehérgyarmat (in ungherese Fehérgyarmati járás) è un distretto dell'Ungheria, situato nella provincia di Szabolcs-Szatmár-Bereg.